# Burn Up Excess
Burn Up Exess (яп. バーンナップ EXCESS) — аніме Сінітіро Кімуро, зняте в 1997 році. Воно було видано компаніями AIC та Magic Bus. У цьому аніме присутні сцени фансервісу, крім того є сцени еротичного характеру. У основі сюжету лежить історія секретного поліцейського спецпідрозділу «Воїни»

## Сюжет
Головна героїня аніме, Ріо Кінедзоно, яка регулярно витрачає свою зарплату та не має можливості оплатити свої рахунки. Але саме вона разом з колегами повинна запобігти міжнародну змову.

## Перелік персонажів
Ріо Кінедзоно (яп. 利緒) — білявка з великими грудьми, головна героїня аніме.
Сейю: — Юка Імаі
Ліліка Ебетт (яп. リリカ) — комп'ютерний експерт.
Сейю: — Сакура Танґе
Мая Дзінґу (яп. 真弥) — снайпер, схиблена на зброї
Сейю: — Мая Окамото